# Andriej Wozniesienski
Andriej Andriejewicz Wozniesienski (ros. Андрей Андреевич Вознесенский; ur. 12 maja 1933 w Moskwie, zm. 1 czerwca 2010 tamże) – rosyjski architekt, poeta i prozaik.

## Życiorys
W wieku czternastu lat posłał pierwsze swoje wiersze do Borysa Pasternaka. Przyjaźń, która ich połączyła miała duży wpływ na dalsze losy pisarza. W 1957 ukończył studia w Instytucie Architektury w Moskwie. Pierwsze dojrzałe wiersze poety zostały opublikowane w 1958.
Poezja Andrieja Wozniesienskiego jest głęboko osadzona w problemach współczesności i stanowi pożywkę dla poszukiwań twórczych wielu innych artystów. Tak było również w wypadku Włodzimierza Wysockiego, który poezję Wozniesienskiego prezentował w spektaklach Teatru na Tagance w Moskwie.
Mieszkał i pracował na osiedlu Pieriediełkino w Moskwie, w pobliżu Muzeum Borysa Pasternaka. Dwa razy w roku – 6 lutego, w dniu urodzin Borysa Pasternaka, i 30 maja, w dniu jego śmierci – organizował spotkania poetyckie.

## Twórczość (wybór)
- Libretto do opery rockowej Aleksieja Rybnikowa Junona i Awoś (polska premiera 1988 pt. Ocean)
- Wiersze wydane m.in. w Polsce w tomikach: Parabola, Antyświaty
- Wiersze wydane w Antologii poezji radzieckiej (1979)
- Wiersze wydane w antologii Okno otwarte na sad (1988)

## Odznaczenia
- Order „Za zasługi dla Ojczyzny” II klasy (2008)
- Order „Za zasługi dla Ojczyzny” III klasy (2004)
- Order Czerwonego Sztandaru Pracy
- Nagroda Państwowa ZSRR (1978)